# Brachypremna diversipes
Brachypremna diversipes är en tvåvingeart som beskrevs av Alexander 1941. Brachypremna diversipes ingår i släktet Brachypremna och familjen storharkrankar.
Artens utbredningsområde är Peru. Inga underarter finns listade i Catalogue of Life.